# Walter Raleigh Gilbert, I baronetto
Sir Walter Raleigh Gilbert, I baronetto (Bodmin, 18 marzo 1785 – Londra, 12 maggio 1853), è stato un militare britannico. Fu un ufficiale dell'esercito della Compagnia britannica delle Indie orientali.

## Biografia
Era il terzo figlio del reverendo Edmund Gilbert (morto nel 1816), vicario di Constantine e rettore di Helland, in Cornovaglia, e di sua moglie, figlia di Henry Garnett di Bristol. Come Sir Humphrey Gilbert, era un membro della famiglia dei Gilbert of Compton, del Devon, e prese i nomi di battesimo dal fratellastro di Sir Humphrey, Sir Walter Raleigh.
Nel 1800 ottenne il grado di cadetto nella Bengal Native Infantry e nel settembre dell'anno successivo fu assegnato come allievo ufficiale al 15º Reggimento del Bengal Native Infantry, comandato dal colonnello John Macdonald. Giunto in India nell'ottobre 1801, divenne tenente il 12 settembre 1803 e capitano il 16 aprile 1810.  Partecipò all'assedio di Aligarh, alle battaglie di Delhi e di Laswari e all'assalto di Agra. Attirò anche l'attenzione di Lord Lake per la sua partecipazione ai quattro attacchi falliti a Bharatpur. Nel 1814, a Calcutta, sposò Isabella Rose Ross, figlia di Thomas Ross, maggiore del Royal Artillery. Dal matrimonio nacquero nel 1816 Sir Francis Hastings Gilbert, II baronetto (poi console britannico a Scutari), e nel 1830 Geraldine Adelaide.
Successivamente prestò servizio a Cawnpore, a Calcutta e a Ramgarh. Promosso maggiore il 12 novembre 1820, divenne tenente colonnello del neonato 39º Reggimento di fanteria nativa del Bengala nel 1824, colonnello del 35º Reggimento di fanteria nativa e del 1º Reggimento fucilieri (europei) del Bengala nel 1832, maggior generale nel giugno 1838 e infine tenente generale nel novembre 1851. Durante la prima guerra anglo-sikh comandò una divisione dell'esercito di Hugh Gough nelle battaglie di Mudki, di Ferozeshah e di Sobraon. Gough lo citò favorevolmente nei suoi dispacci.
Fu nominato cavaliere dell'Ordine del Bagno nell'aprile del 1846 e comandò nuovamente una divisione sotto Gough durante la seconda guerra anglo-sikh, partecipando alle battaglie di Chillianwala e Gujrat. Guidò la sua divisione (dove prestava servizio Robert Napier) attraverso il fiume Jhelum per inseguire i resti dell'esercito sikh e ricevere la sua resa a Rawalpindi il 3 e il 6 marzo 1849. Inseguì gli alleati afghani dei sikh da Attock fino al passo Khyber e, per ricompensa, fu nominato cavaliere di Gran Croce dell'Ordine del Bagno nel giugno 1849 e baronetto nel 1850. La baronia si estinse alla morte del figlio Francis.
Sir Walter Gilbert è sepolto nel Kensal Green Cemetery a Londra. In sua memoria è stato eretto un obelisco a Bodmin.

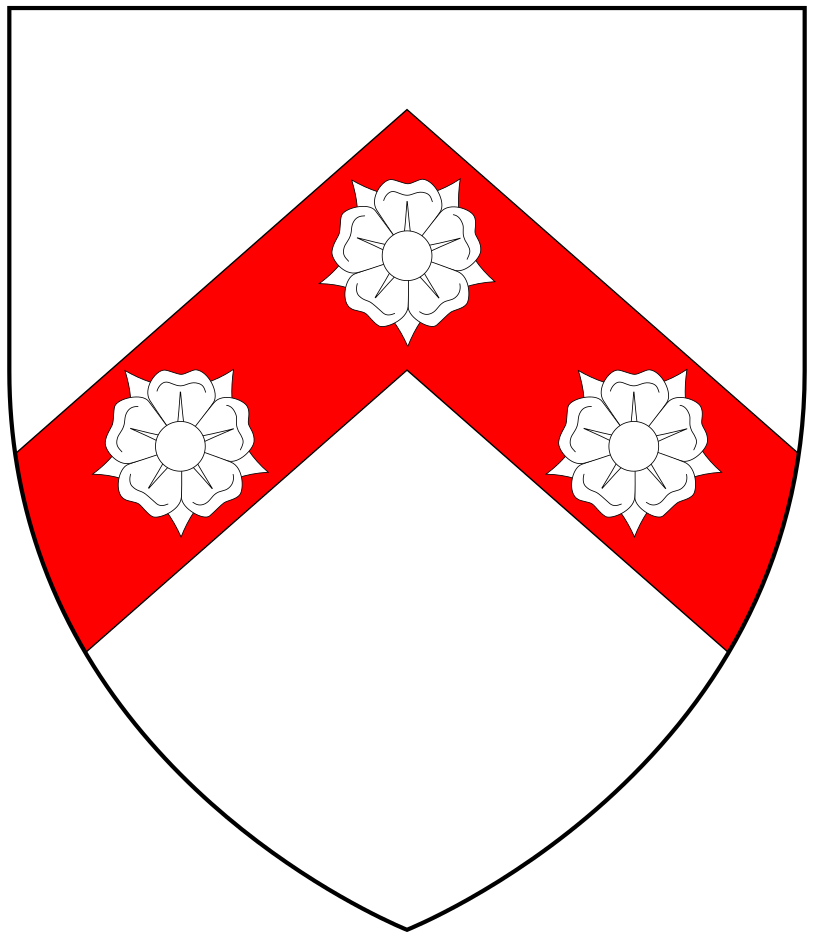
Stemma dei Gilbert
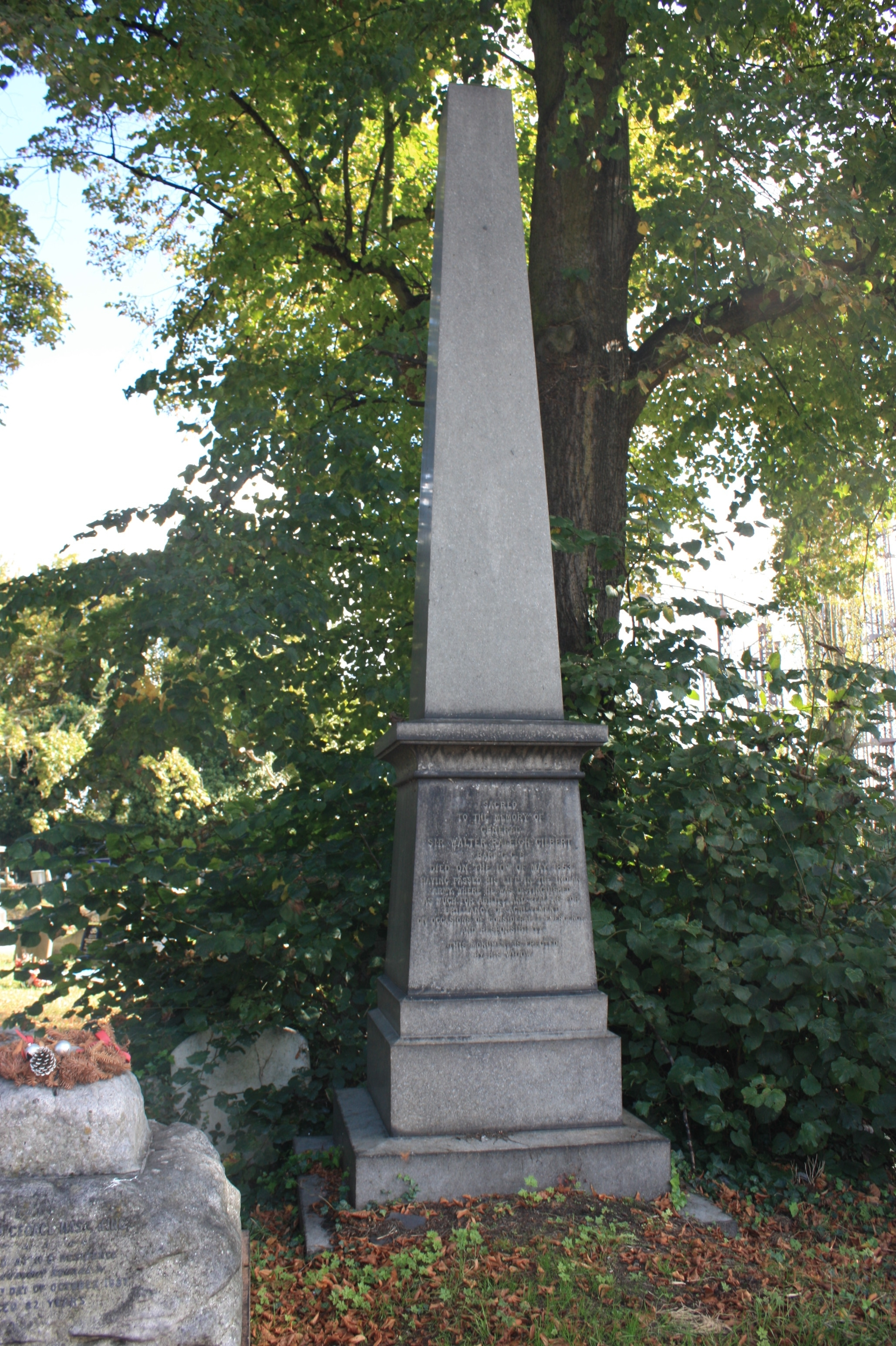
Tomba di Sir Walter Raleigh Gilbert, Kensal Green Cemetery
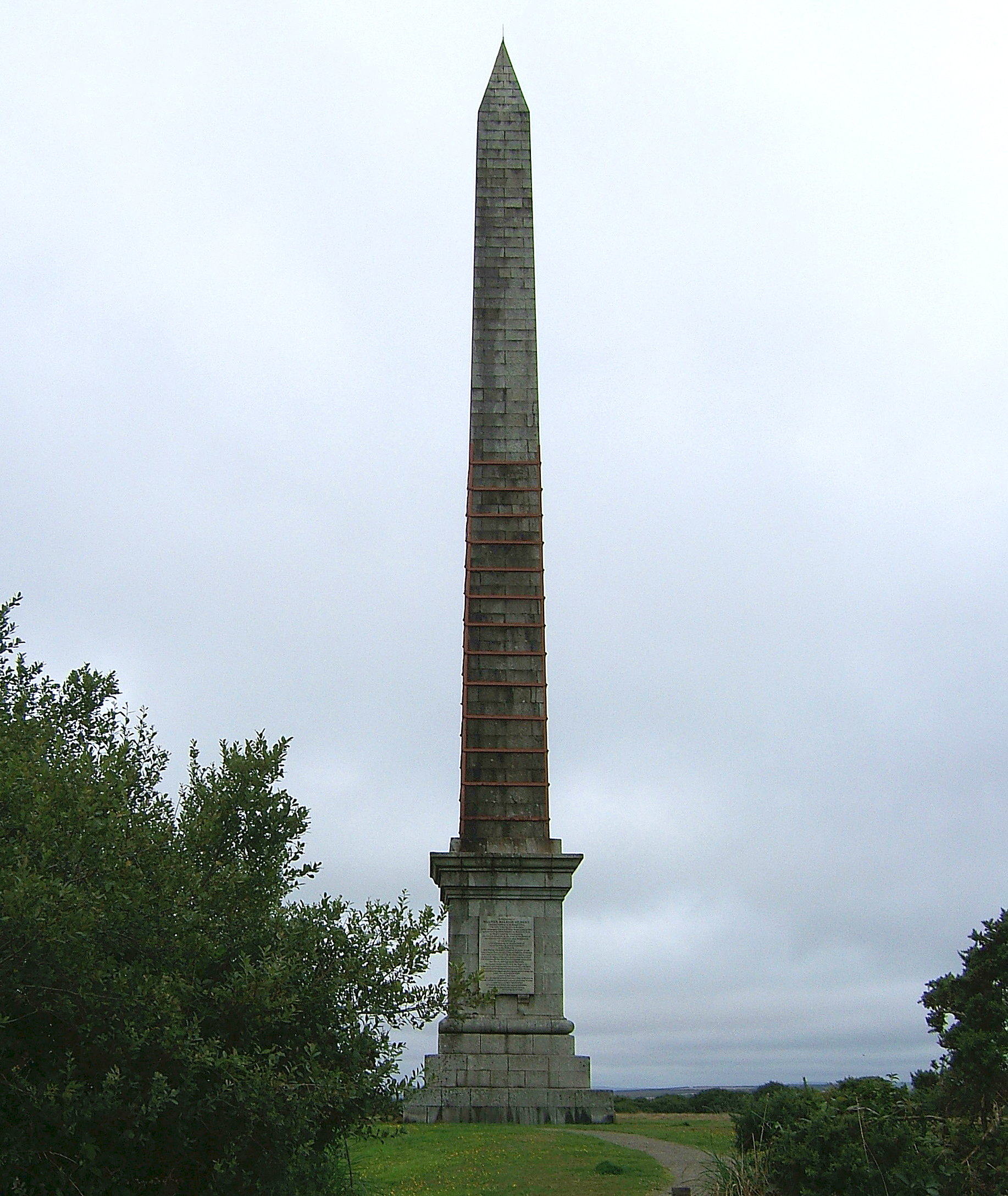
Il monumento a Gilbert a Bodmin